# Asplenium xinyiense
Asplenium xinyiense är en svartbräkenväxtart som beskrevs av Ren-Chang Ching och S.H.Wu. Asplenium xinyiense ingår i släktet Asplenium och familjen Aspleniaceae. Inga underarter finns listade.